# 8 Eskadra Wywiadowcza

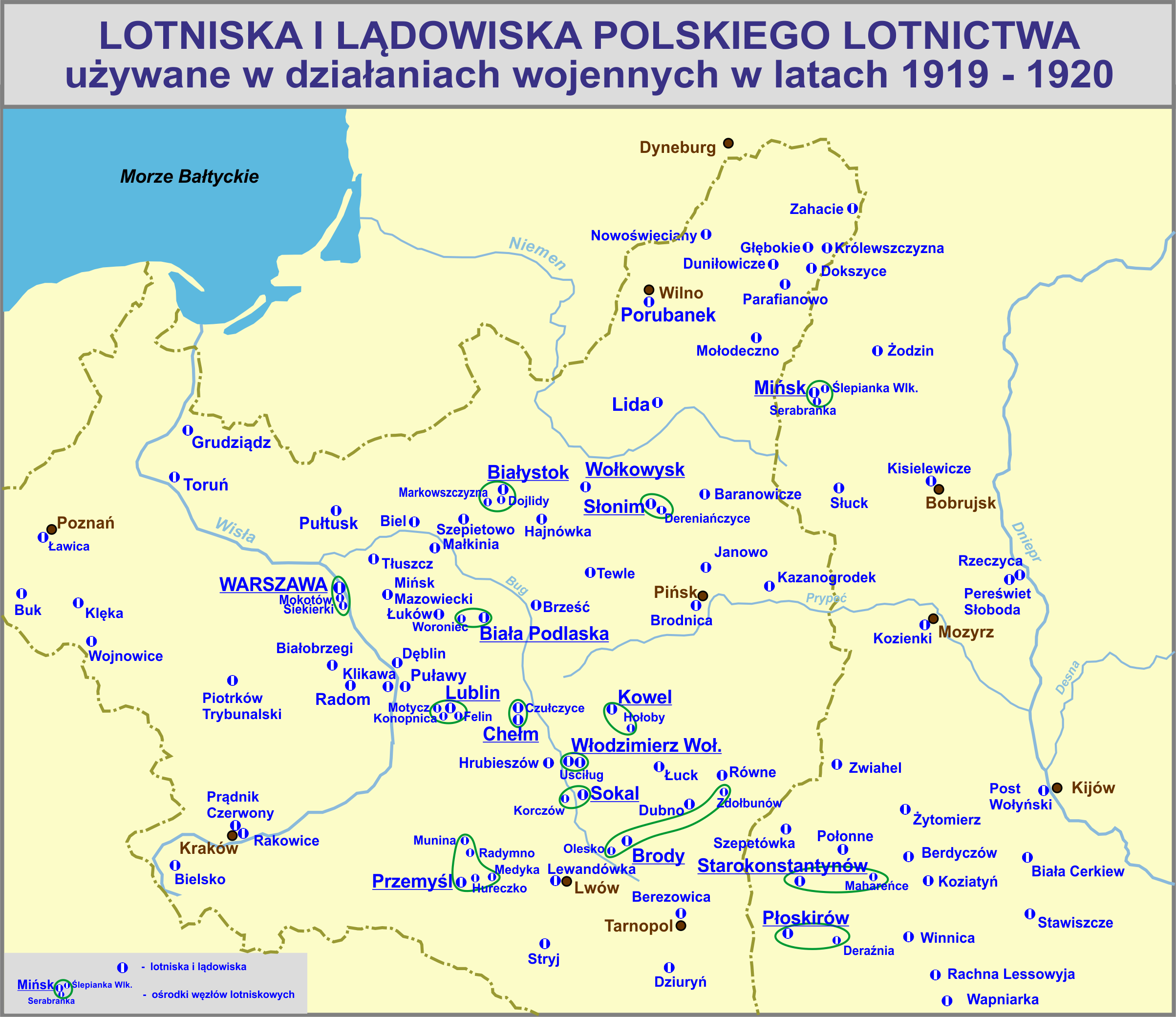

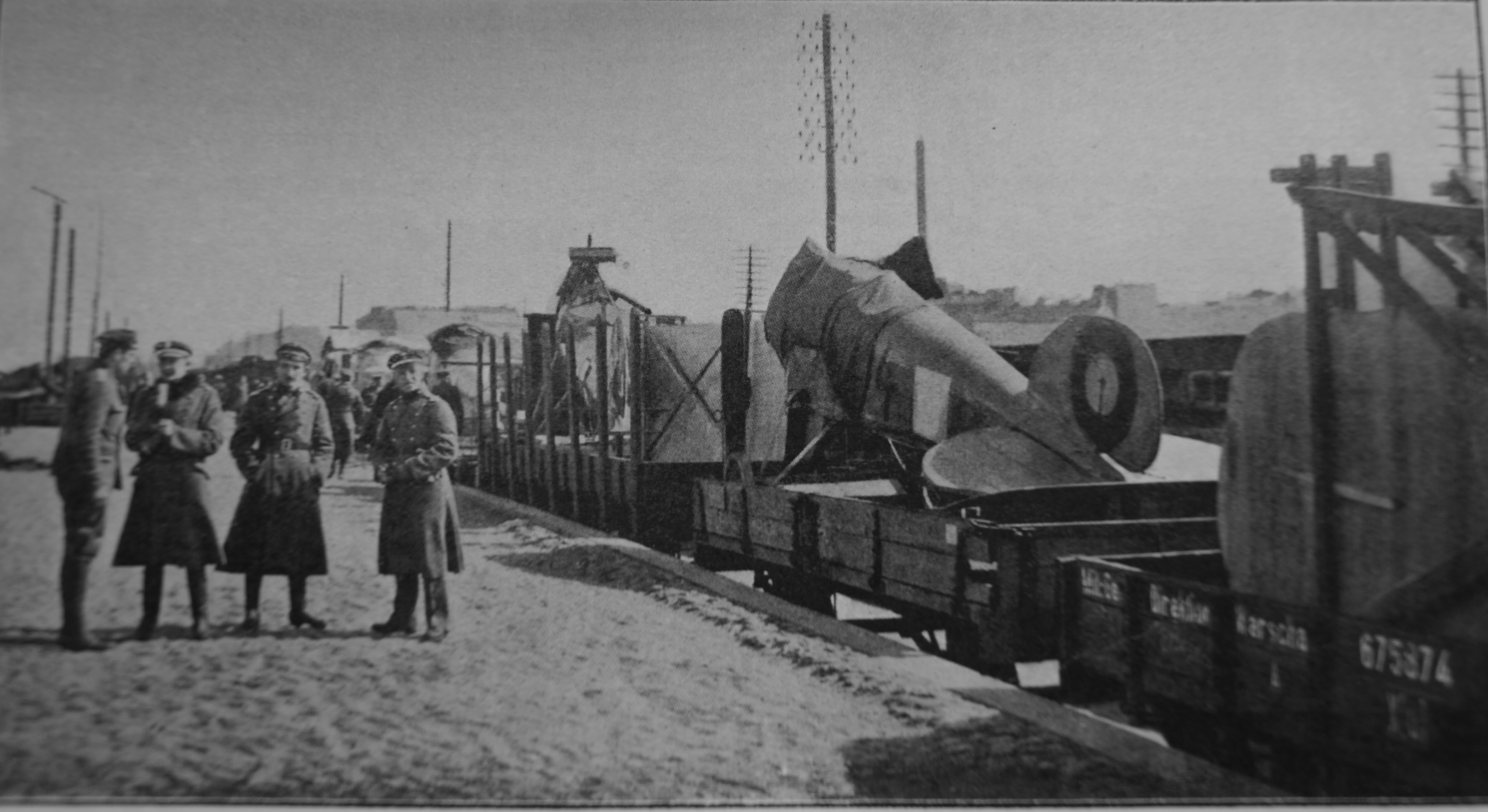
Odjazd 8-ej eskadry wywiadowczej na front w kwietniu 1919 (ppor. Zygmunt Herget, por. Stanisław Gołębiowski, ppor. Kazimierz Jesionowski)

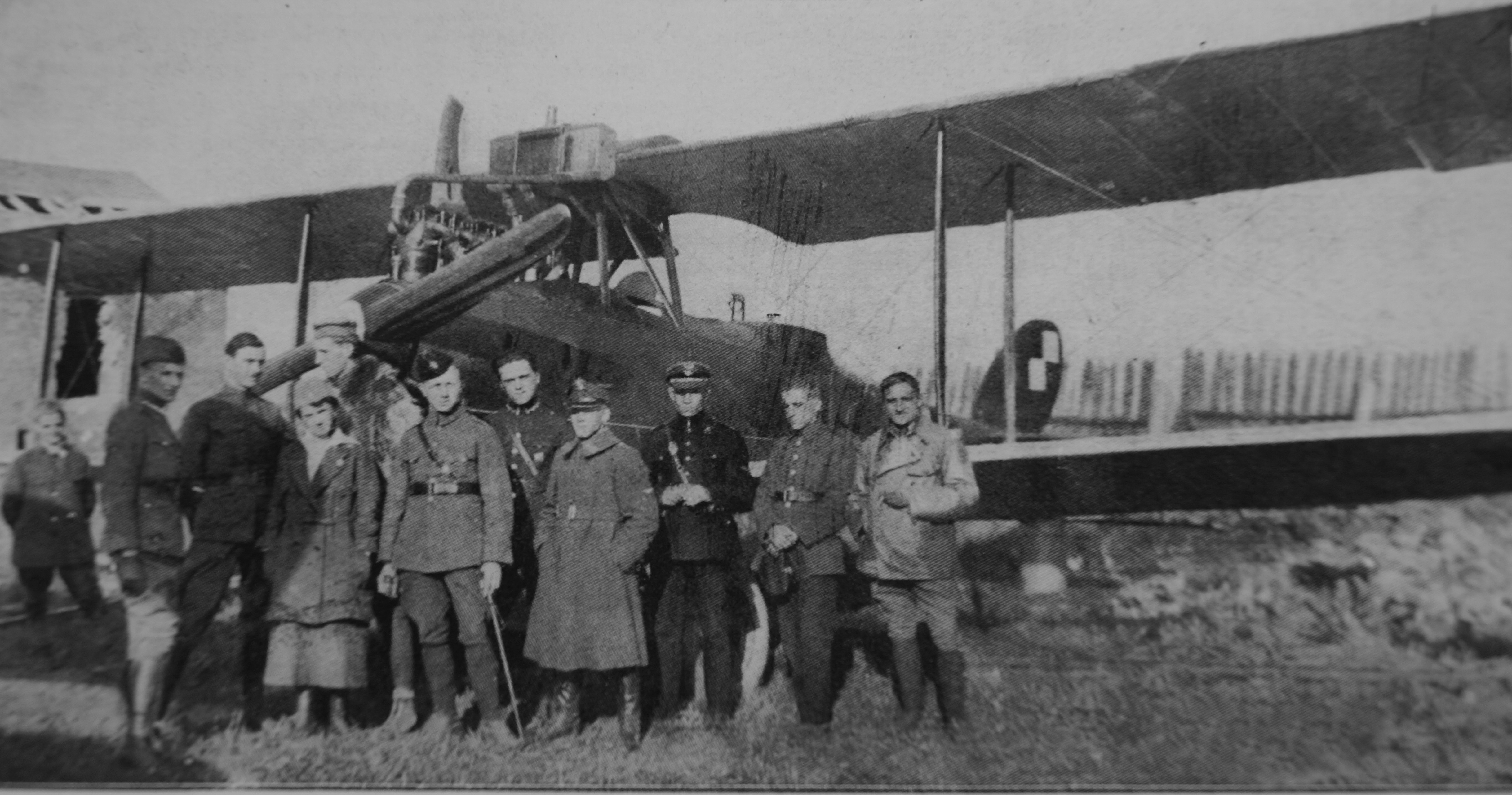
Personel latający eskadry we wrześniu 1920 w Chełmie

8 eskadra wywiadowcza – pododdział lotnictwa rozpoznawczego Wojska Polskiego początków II Rzeczypospolitej.
Eskadra sformowana w styczniu 1919 jako 1 eskadra łącznikowa. W marcu tego roku przeformowana w 8 eskadrę wywiadowczą. Wzięła udział w wojnie polsko–bolszewickiej początkowo w składzie Grupy Poleskiej, a następnie walczyła na Wileńszczyźnie, pod Warszawą i na Lubelszczyźnie. Zreorganizowana po wojnie, weszła początkowo w skład 1. a następnie 2 pułku lotniczego. W 1925 przemianowana na 23 eskadrę lotniczą.
Godło eskadry: orzeł ze śmigłem w szponach na tle białego obłoku.

## Formowanie, zmiany organizacyjne i walki
Eskadra powstała 16 stycznia 1919 w Warszawie jako 1 eskadra łącznikowa.
Powodem była konieczność utrzymania przez Naczelne Dowództwo Wojska Polskiego stałego kontaktu z całym obszarem kraju. Tak więc w ramach rozbudowy sił lotniczych, zdecydowano się na zorganizowanie eskadry łącznikowej.
Rozkazem Sztabu Generalnego nr 487/I z 9 stycznia 1919, formująca się eskadra weszła w skład I Grupy Lotniczej dowodzonej przez kpt. pil Romana Florera.
8 marca 1919 przyjęła nazwę 8 eskadry wywiadowczej i weszła w skład I Grupy Lotniczej. W składzie eskadry znajdowały się tylko cztery samoloty (dwa Hannover Roland CL.II, dwa Albatros D.II).
Inne źródła mówią o dwóch Albatrosach C.XII, i po 1 samolocie Albatros C.III i Rumpler C.I. Formowanie eskadry zakończono 7 kwietnia 1919. Mimo niepełnego składu etatowego (6 samolotów) eskadrę skierowano na front na Polesie.
W kwietniu 1919 eskadra rozlokowała się w Brześciu nad Bugiem wchodząc w skład wojsk gen. Antoniego Listowskiego – Grupa Poleska.
Pierwsze bojowe zadanie wykonali ppor. obs. Wiktor Szandorowski i ppor. pil. Kazimierz Jesionowski atakując bombami statki Armii Czerwonej na rzece Pina. W czerwcu eskadra przeniosła się na lotnisko Brodnica koło Pińska.
W sierpniu 1919 otrzymała 6 samolotów Halberstadt CL.II., a 20 września stacjonowała w Kożangródku.
Jesienią 1919 eskadra została przeniesiona do Wilna, na lotnisko Porubanek. Jednostka współpracowała początkowo z grupą wojsk gen. Gustawa Zygadłowicza, a następnie ze sztabem 7 Armii.
Wykorzystując względny spokój na froncie, w okresie jesienno–zimowym eskadra prowadziła szkolenie personelu lotniczego i uzupełniała stany. Na dzień 1 lutego 1920 eskadra wchodziła w skład I Grupy Lotniczej, posiadała 7 pilotów, 3 obserwatorów i 7 samolotów.
Z końcem marca, na Froncie Litewsko–Białoruskim stacjonował 1 dywizjon lotniczy w składzie 1., 4. i 8 eskadra wywiadowcza oraz wielkopolski dywizjon składający się z 12. i 14 eskadry wywiadowczej oraz 13 eskadry myśliwskiej. Jeszcze w kwietniu lotnictwo Frontu zostało wzmocnione przez 4 dywizjon lotniczy w składzie 11. i 18 eskadry wywiadowczej. W maju w rejon frontu przybyły 10 eskadra wywiadowcza i 19 eskadra myśliwska. Naczelne dowództwo przydzieliło 4 Armii pięć eskadr, 1 Armii – trzy eskadry, a do 7 Armii włączono tylko jedną eskadrę.
8 eskadra, stacjonująca nadal na lotnisku w Porubanku koło Wilna, osłaniała pogranicze polsko–niemieckie i polsko–litewskie i w tym czasie przygotowywała się do akcji lotniczej.
W czasie walkach na przełomie maja i czerwca, 8 eskadra nadal funkcjonowała w składzie 1 dywizjonu majora Narkiewicza i prowadziła działania ka korzyść 7 Armii.
W czerwcu i lipcu nadal latała z lotniska  w Porubanku. Zasadniczym zadaniem eskadry było  rozpoznawaniu kierunków przesuwania się jednostek sowieckich, połączone z ich bombardowaniem. W czerwcu prowadziła między innymi akcje w rejonach: jeziora Narocz, Święcian i Kobylanki, a na przełomie czerwca i lipca w okolicach Bogdanowa i Wołożyna. W tym czasie dysponowała czterema samolotami.
W związku z szybkimi postępami ofensywy wojsk sowieckich, eskadra przeniesiona została  do Szepietowa, skąd ponownie podjęła działania bojowe. 22 lipca 1 i 8 eskadra jeszcze dysponowała pięcioma samolotami, a 27 lipca pozostał tylko jeden. W tej sytuacji 8 eskadra przez Białystok i Małkinię, została wycofana do Warszawy
W ramach przygotowań do operacji znad Wieprza Naczelne Dowództwo Wojska Polskiego zarządziło koncentrację eskadr polskiego lotnictwa wojskowego w dwóch rejonach: lotnictwa 1 i 5 Armii – na lotniskach warszawskich (Mokotów i Siekierki), a lotnictwa 2, 3 i 4 Armii na lotniskach Radomia, Dęblina, Puław i Lublina.

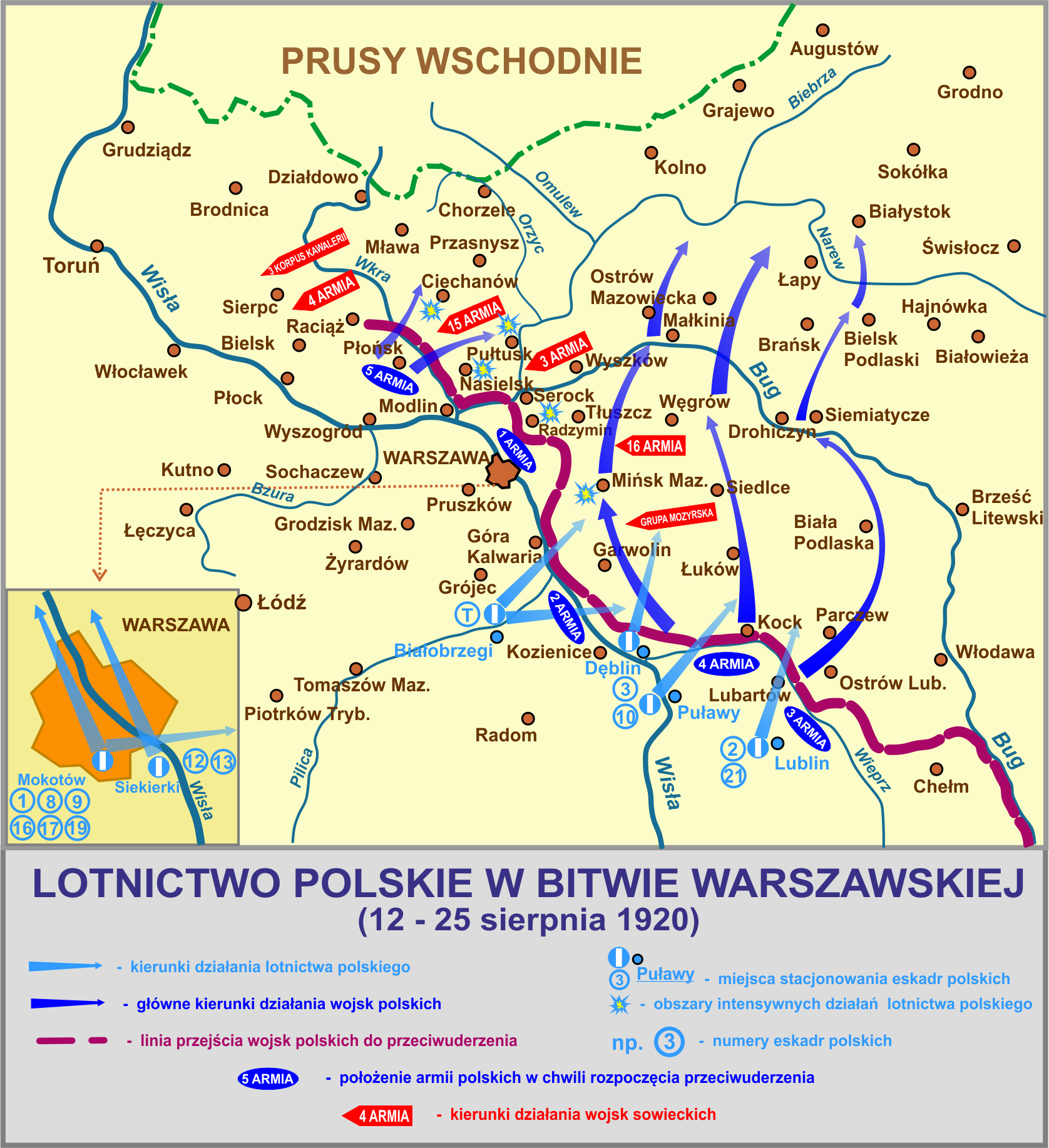

9 sierpnia eskadra przybyła do Warszawy w celu dokonania uzupełnień. Uzupełniona dwoma starymi samolotami typu IFL, 12 sierpnia eskadra rozpoczęła działania na odcinku Małkinia–Tłuszcz, a następnie w rejonie Radzymina.
W tym czasie szef pilotów 8 eskadry por. Świątecki, który wykorzystując sprzęt OSOL przeprowadził z lotniska toruńskiego 13 lotów wywiadowczych w rejon Działdowa i Mławy. Także por. Szandorowski i por. Maliszewski wykonali szeregu lotów wywiadowczych na rzecz dowództwa 5 Armii.
25 sierpnia zakończyły się działania pościgowe za rozbitymi oddziałami sowieckimi. Na kilka tygodni nastąpiła stabilizacja linii frontu, a jednostki Wojska Polskiego, w tym lotnicze, przeszły kolejną reorganizację. Wycofano, celem uzupełnienia, eskadry najbardziej wyczerpane intensywnymi walkami. Były to 2., 8. i 21 eskadra. Poza nimi, na tyłach przebywały także inne eskadry. Były to: 3., 11., 14., 17. i 18. oraz (4.) eskadra toruńska.
W końcu sierpnia eskadra otrzymała 6 samolotów Halberstadt CL.IV.
We wrześniu eskadrę skierowano do walki z oddziałami Budionnego.
Już 3 września przybyła do Lublina i jeszcze tego dnia wykonała pierwsze loty rozpoznawcze na korzyść grupy gen. Krajewskiego. Następnie jednostka przegrupowała się do Chełma i nadal zwalczała jazdę nieprzyjaciela w rejonie Zamościa i Uściługa.
12 września eskadra zwalczała piechotę nieprzyjaciela w rejonie Lubomia, a 17 września rejon ataków lotniczych przesunął się pod Kowel.
W tym dniu został zestrzelony plut. Jurek, lecz mimo trudności zdołał powrócić do eskadry.
Tempo ofensywy było tak duże, że w następnych dniach eskadra operowała pod Maniewiczami, czyli 150 km od Chełma.
Z Chełma eskadra została przesunięta do Łucka i dalej do Korca, gdzie wspierała Korpus Kawalerii płk. Juliusza Rommla.
W październiku eskadra współpracowała eskadr z rajdami kawalerii polskiej na tyły wojsk sowieckich.
5 października samoloty rozpoznały dokładnie obszar przyszłych działań, a zwłaszcza strefę Olewsk – Korosteń – Żytomierz – Berdyczów – Miropol.
Na linii kolejowej Zwiahel – Korosteń rozpoznano cztery sowieckie pociągi pancerne.
6 października lotnictwo przeprowadziło szczegółowe rozpoznanie Zwiahla, gdzie zauważono około 150 wagonów kolejowych wypełnionych wojskiem.
8 października korpus płk. Rómmla ruszył na Korosteń i po przebyciu kilkunastu kilometrów napotkał jeden z sowieckich pociągów pancernych, który rozpoczął ostrzał polskiej kawalerii. Trzy samoloty 8 eskadry atakami bombowymi i ogniem karabinów maszynowych zmusiły pociąg do wycofania się.
W akcji tej wzięły udział załogi: plut. Jurek i por. Menczak, sierż. Wójcicki i ppor. Komar oraz por. Janeczko i sierż. Marchlewski.
9 października  rejon Korostenia rozpoznawała załoga sierż. Poznański i ppor. Komar. W czasie akcji samolot został zestrzelony ale załodze udało się uniknąć niewoli. Jednak eskadra utraciła łączność z kawalerzystami płk. Rómmla.
W kolejnych dniach trwały bezskuteczne poszukiwania korpusu.
10 października sowiecka obrona przeciwlotnicza zestrzeliła samolot z załogą ppor. Swiątecki i por. Menczak. Pilotowi udało się doprowadzić samolot do pozycji własnej piechoty.
Dopiero 12 października, w dniu podpisania zawieszenia broni, załodze 9 eskadry sierż. Żuromskiemu i ppor. Bohuszewiczowi powiodły się poszukiwania. Doręczono rozkazy, a jeszcze tego dnia 8 eskadra wspólnie z 9 eskadrą wzięły udział w zwalczaniu oddziałów nieprzyjaciela zagradzającego jeździe drogę powrotu za Słucz. Na tym zakończyły się działania bojowe 8 eskadry wywiadowczej.
Rozejm zastał eskadrę w Korcu.
Ogółem eskadra wykonała 171 lotów bojowych w czasie 401 godzin. W trakcie działań eskadry zginęło 3 lotników.

## Eskadra w okresie pokoju
Na mocy rozkazu z 18 stycznia 1921 roku 8 eskadra połączona została z 11 zachowując dotychczasową nazwę – 8 eskadra wywiadowcza w Lidzie. W maju 1921 roku 8 eskadra wywiadowcza wchodziła w skład IV dywizjonu wywiadowczego 1 pułku lotniczego w Warszawie. Wydzielona w  maju 1921(?) z 1 pułku lotniczego 8 eskadra wywiadowcza podporządkowana dowódcy 2 pułku lotniczego. W sierpniu 1922 (?) 8 eskadra przybyła do Krakowa.
W eskadrze brak było samolotów i personelu latającego. W drugiej połowie 1923 fabryka płatowców w Lublinie rozpoczęła dostawy samolotów Ansaldo A.300 produkowanych na włoskiej licencji. Ten typ samolotów charakteryzował się słabą jakością wykonania i był przyczyną licznych wypadków.
Od 1924 załogi eskadry brały udział w szkole ognia artylerii w rejonie Nowego Targu. Były to początki współpracy lotnictwa z wojskami lądowymi.
W lutym 1925, rozkazem Ministerstwa Spraw Wojskowych nr 2300/org., zapoczątkowano reorganizację lotnictwa wojskowego. Polegała ona między innymi na przeformowaniu eskadr wywiadowczych na „lotnicze” oraz zmianie ich numeracji. Pierwsza cyfra oznaczała numer pułku a następna – kolejność eskadry w pułku.
W 2 pułku lotniczym podjęto formowanie II dywizjonu lotniczego, a 8 eskadrę przemianowano na 23 eskadrę lotniczą.
W maju 1928 jednostka podporządkowana została dowódcy nowo powstałego 5 pułku lotniczego, przebazowana z lotniska rakowickiego w Krakowie na lotnisko w Lidzie i przemianowana na 54 eskadrę liniową.
W 1933 pododdział przemianowany został na 51 eskadrę liniową. Jesienią tego roku, wraz z 53 eskadrą towarzyszącą, jednostka przeniesiona została do Wilna na lotnisko Porubanek i włączona w skład detaszowanego dywizjonu lotniczego. We wrześniu 1937 pododdział dyslokowany został ponownie do Lidy.
W sierpniu 1939, po przeprowadzeniu mobilizacji alarmowej, jednostka przemianowana została na 51 eskadrę rozpoznawczą.

## Żołnierze eskadry

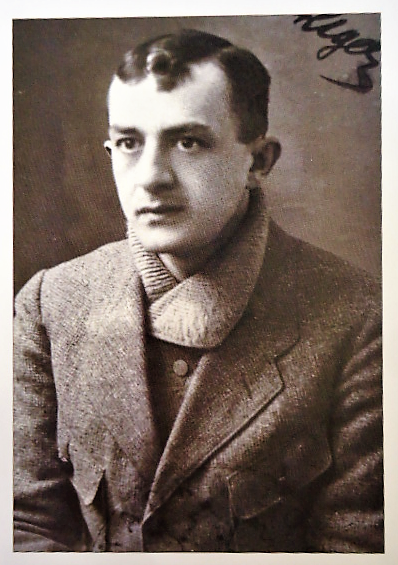
ppor. pil. Zygmunt Herget, pierwszy dowódca 8. eskadry

| Dowódcy eskadry                                       | Dowódcy eskadry                 | Dowódcy eskadry                  |
| Stopień                                               | Imię i nazwisko                 | Okres pełnienia służby           |
| ----------------------------------------------------- | ------------------------------- | -------------------------------- |
| ppor. pil.                                            | Zygmunt Herget                  | 16 I 1919 – VII 1919             |
| ppor. pil.                                            | Karol Chlupka                   | VII 1919 – IX 1919               |
| rtm. pil.                                             | Piotr Niżewski                  | IX 1919 – VIII 1920              |
| por. pil.                                             | August Menczak                  | VIII 1920                        |
| kpt. obs.                                             | Edward Karaś                    | 17 VIII 1922 – 24 V 1923         |
| kpt. obs.                                             | Wiktor Zawadzki                 | od 24 V 1923                     |
| Personel latający okresu wojny polsko – bolszewickiej |                                 |                                  |
| Obserwatorzy                                          | Obserwatorzy                    | Piloci                           |
| por. obs. Wiktor Szandorowski                         | por. obs. Wiktor Szandorowski   | rtm. pil. Piotr Niżewski         |
| por. obs. Henryk Tokarczyk                            | por. obs. Henryk Tokarczyk      | ppor. pil. Zygmunt Herget        |
| por. obs. Stanisław Gołębiowski                       | por. obs. Stanisław Gołębiowski | por. pil. August Menczak         |
| ppor. obs. Włodzimierz Pużyna                         | ppor. obs. Włodzimierz Pużyna   | ppor. pil. Karol Chlupka         |
| por. obs. Paweł Janeczko                              | por. obs. Paweł Janeczko        | ppor. pil. Władysław Świątecki   |
| ppor. obs. Leonard Komar                              | ppor. obs. Leonard Komar        | ppor. pil. Jan Neuman            |
| ppor. obs. Olgierd Tuskiewicz                         | ppor. obs. Olgierd Tuskiewicz   | ppor. pil. Kazimierz Jesionowski |
| ppor. obs. Alfred Gürtler                             | ppor. obs. Alfred Gürtler       | ppor. pil. Stanisław Krajewski   |
| ppor. obs. Bogdan Jałowiecki                          | ppor. obs. Bogdan Jałowiecki    | ppor. pil. Paweł Janeczko        |
| ppor. obs. Stanisław Borowy                           | ppor. obs. Stanisław Borowy     | ppor. pil. Franciszek Pytel      |
| pchor. obs. Czesław Wajcht                            | pchor. obs. Czesław Wajcht      | ppor. pil. Kazimierz Tomaszewicz |
| pchor. obs. Henryk Gizaczyński                        | pchor. obs. Henryk Gizaczyński  | chor. pil. Józef Cagasek         |
| pchor. obs. Walenty Marchlewski                       | pchor. obs. Walenty Marchlewski | chor. pil. Walerian Poznański    |
| sierż. obs. Henryk Liefeldt                           | sierż. obs. Henryk Liefeldt     | chor. pil. Wacław Jurek          |
|                                                       |                                 | chor. pil. Stanisław Kolasiński  |
|                                                       |                                 | chor. pil. Wacław Kujawa         |
|                                                       |                                 | pchor. pil. Aleksander Choiński  |
|                                                       |                                 | sierż. pil. Jan Szymański        |
|                                                       |                                 | sierż. pil. Jan Wójcicki         |

## Wypadki lotnicze
- 1 listopada 1923 w wypadku lotniczym zginął por. obs. Marian Łukomski, natomiast pilot zdołał się uratować[23].
- 5 lipca 1924 podczas oblotu samolotu Ansaldo A.300 zginęli por. obs. Karol Daszecki (14 eskadra) oraz por. pil. Jan Latawiec z 8 eskadry[23].

## Samoloty eskadry

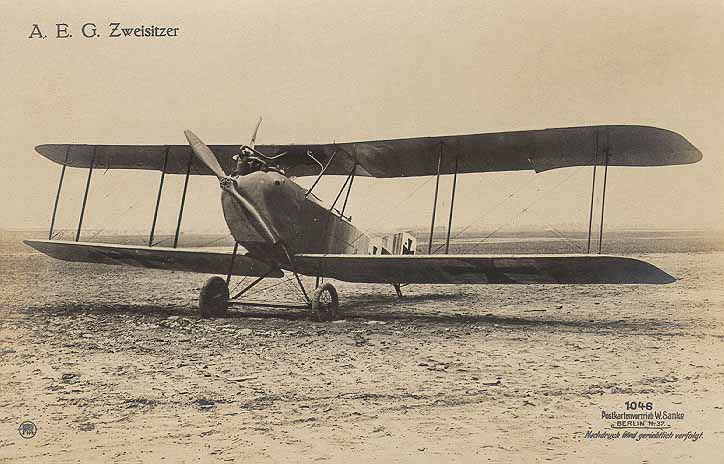
AEG C.IV
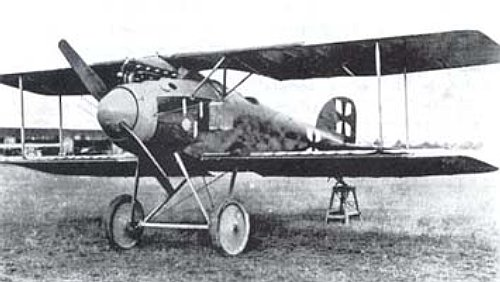
Albatros D.II
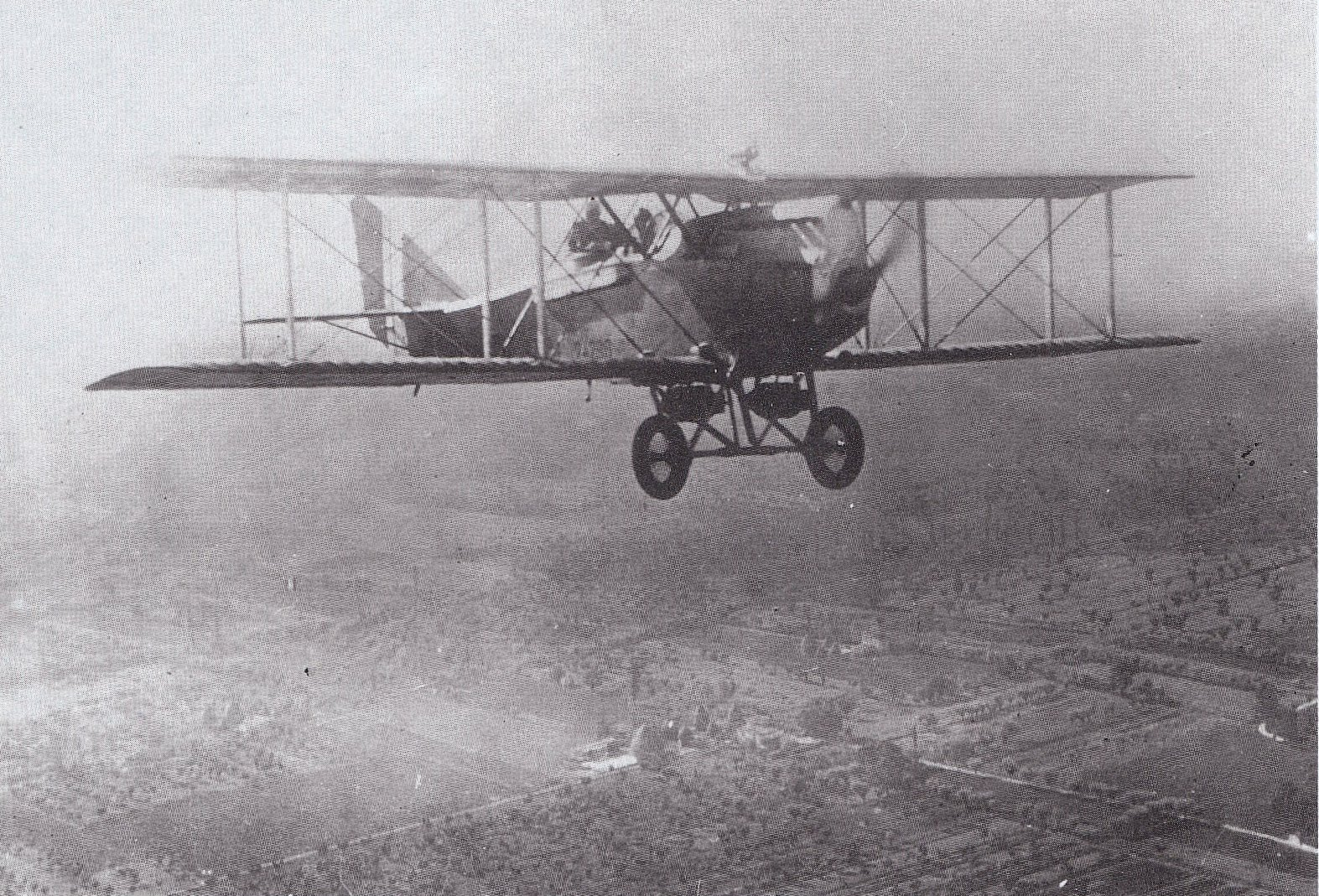
Ansaldo A.300
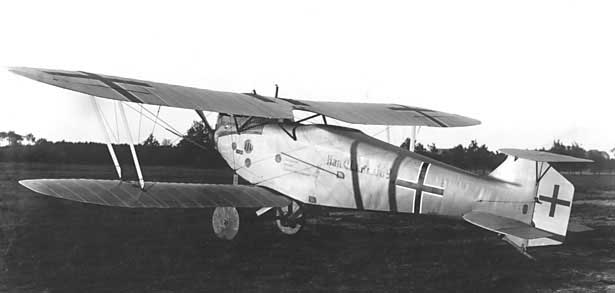
Hannover CL.II
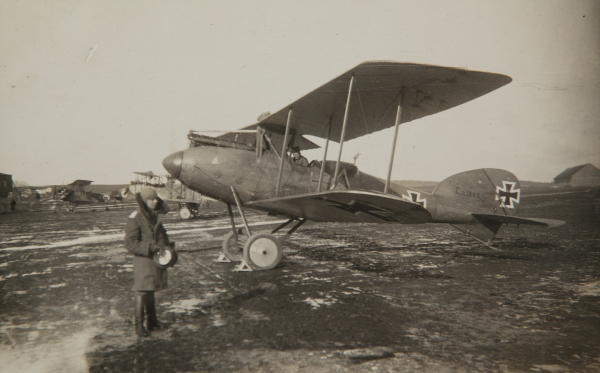
Albatros C.XII
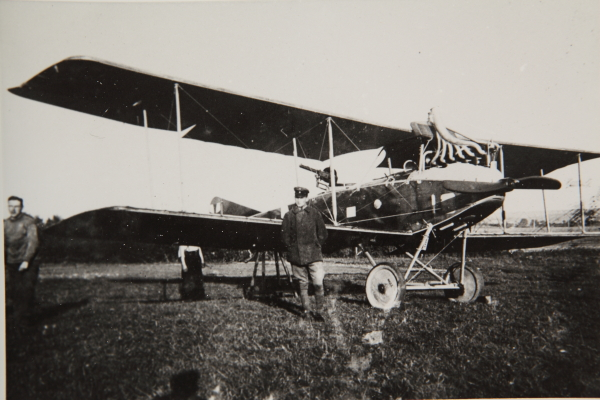
Albatros C.III
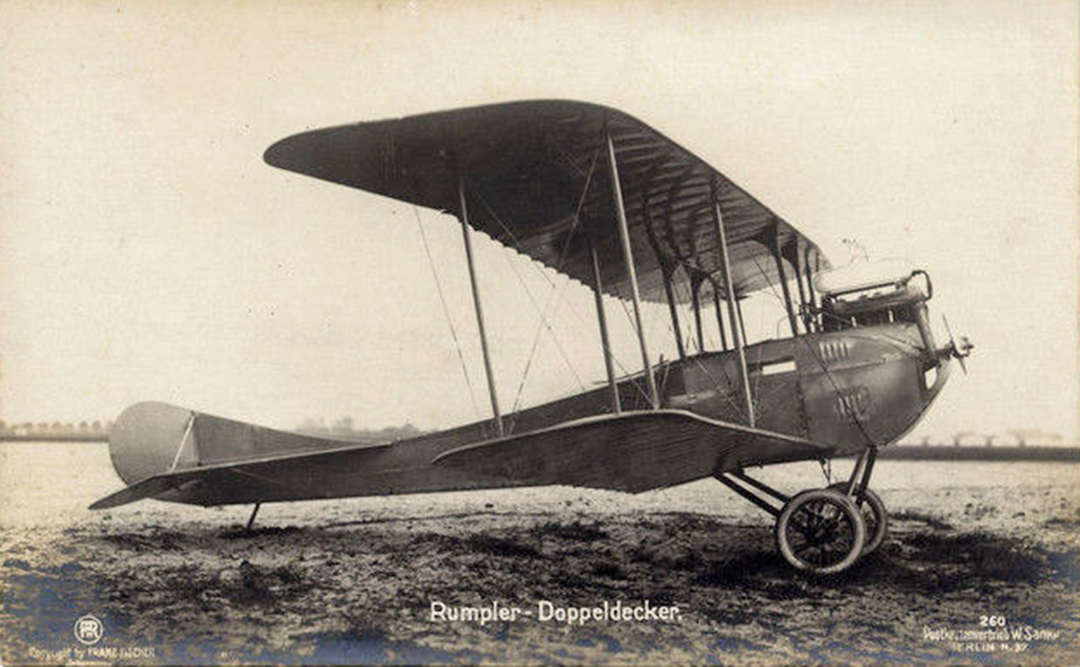
Rumpler C.I
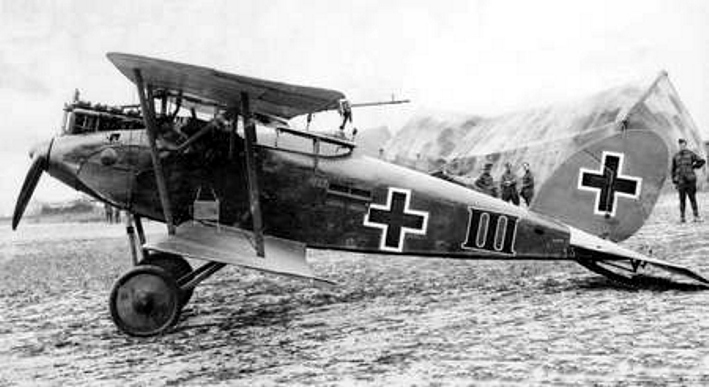
Halberstadt CL.II
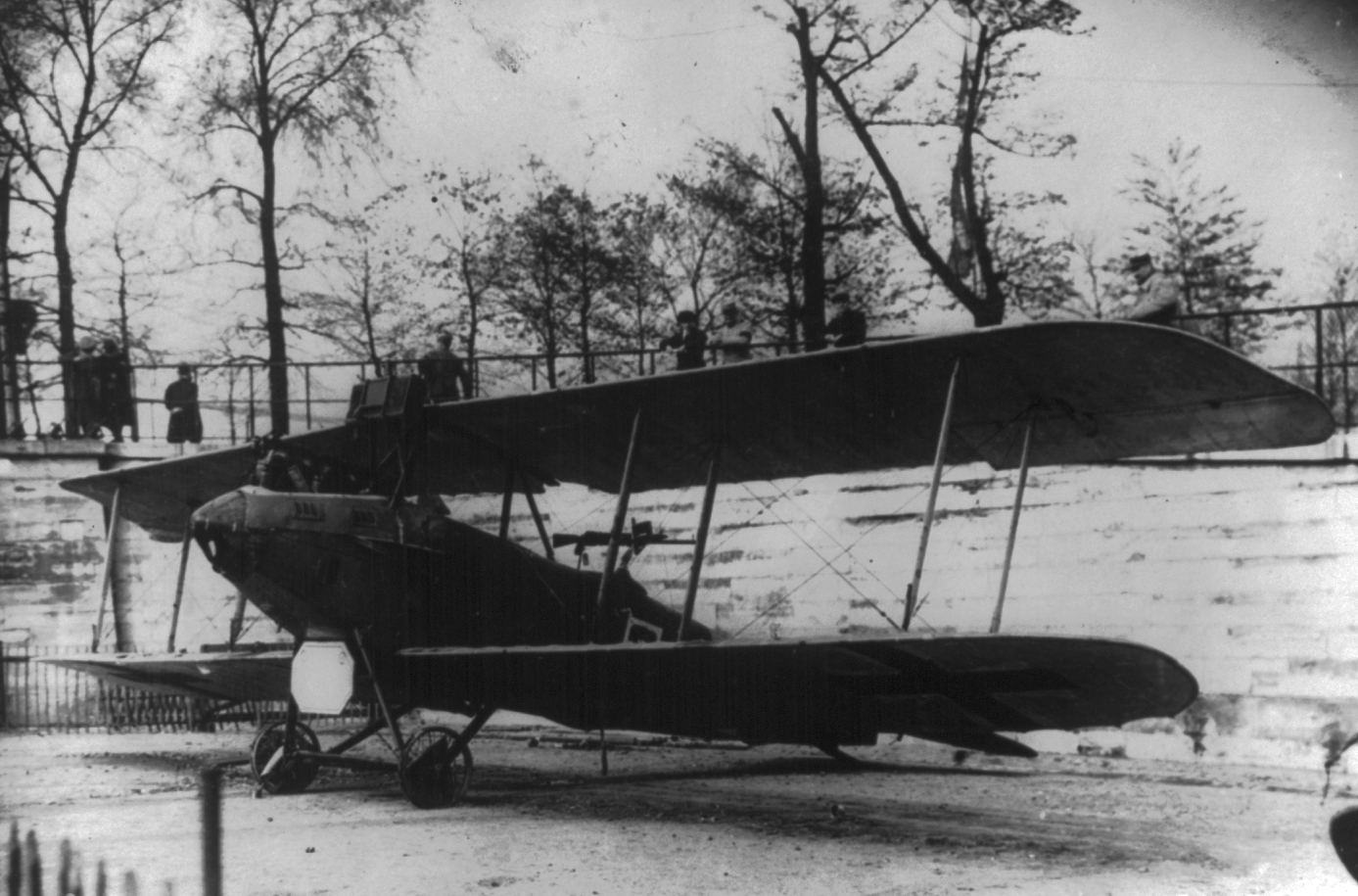
Junkers J.I
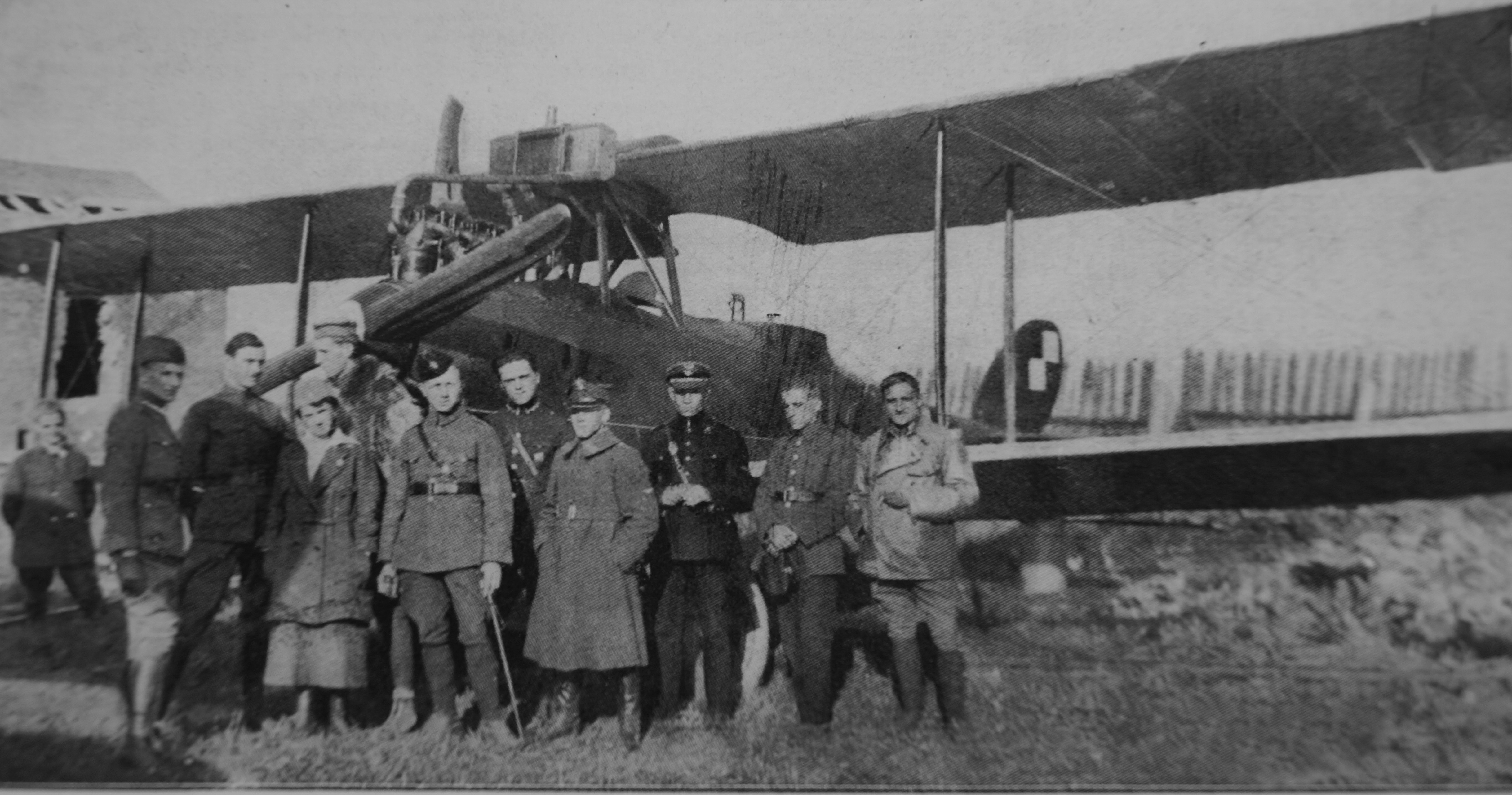
AEG J.I

| Nazwy jednostki i daty sformowania, przeformowań i rozformowania | Nazwy jednostki i daty sformowania, przeformowań i rozformowania | Nazwy jednostki i daty sformowania, przeformowań i rozformowania | Nazwy jednostki i daty sformowania, przeformowań i rozformowania | Nazwy jednostki i daty sformowania, przeformowań i rozformowania | Nazwy jednostki i daty sformowania, przeformowań i rozformowania | Nazwy jednostki i daty sformowania, przeformowań i rozformowania | Nazwy jednostki i daty sformowania, przeformowań i rozformowania | Nazwy jednostki i daty sformowania, przeformowań i rozformowania | Nazwy jednostki i daty sformowania, przeformowań i rozformowania | Nazwy jednostki i daty sformowania, przeformowań i rozformowania | Nazwy jednostki i daty sformowania, przeformowań i rozformowania | Nazwy jednostki i daty sformowania, przeformowań i rozformowania | Nazwy jednostki i daty sformowania, przeformowań i rozformowania | Nazwy jednostki i daty sformowania, przeformowań i rozformowania | Nazwy jednostki i daty sformowania, przeformowań i rozformowania | Nazwy jednostki i daty sformowania, przeformowań i rozformowania |
| ---------------------------------------------------------------- | ---------------------------------------------------------------- | ---------------------------------------------------------------- | ---------------------------------------------------------------- | ---------------------------------------------------------------- | ---------------------------------------------------------------- | ---------------------------------------------------------------- | ---------------------------------------------------------------- | ---------------------------------------------------------------- | ---------------------------------------------------------------- | ---------------------------------------------------------------- | ---------------------------------------------------------------- | ---------------------------------------------------------------- | ---------------------------------------------------------------- | ---------------------------------------------------------------- | ---------------------------------------------------------------- | ---------------------------------------------------------------- |
| I 1919                                                           | 1 eskadra łącznikowa                                             | III 1919                                                         | 8 eskadra wywiadowcza                                            | I 1921                                                           | 8 eskadra wywiadowcza                                            | 8 eskadra wywiadowcza                                            | 1925                                                             | 23 eskadra lotnicza                                              | VII 1928                                                         | 54 eskadra liniowa                                               | VII 1933                                                         | 51 eskadra liniowa                                               | VIII 1939                                                        | 51 eskadra rozpoznawcza                                          | IX 1939                                                          |                                                                  |
|                                                                  |                                                                  | I Grupa Lotnicza                                                 | I Grupa Lotnicza                                                 | 1 pułk lotniczy                                                  | 1 pułk lotniczy                                                  | 2 pułk lotniczy                                                  | 2 pułk lotniczy                                                  | 2 pułk lotniczy                                                  | 5 pułk lotniczy                                                  | 5 pułk lotniczy                                                  | 5 pułk lotniczy                                                  | 5 pułk lotniczy                                                  | SGO „Narew”                                                      | SGO „Narew”                                                      | SGO „Narew”                                                      |                                                                  |